# Corsa a Witch Mountain
Corsa a Witch Mountain (Race to Witch Mountain) è un film del 2009, diretto da Andy Fickman e tra gli altri interpretato da Dwayne Johnson e Carla Gugino.
È il secondo rifacimento del cult movie Incredibile viaggio verso l'ignoto, e come esso è ispirato al romanzo fantascientifico Escape to Witch Mountain di Alexander Key.
Il film è uscito nelle sale cinematografiche statunitensi il 13 marzo 2009, mentre in Italia il 29 maggio dello stesso anno. 

## Trama
Jack Bruno è un ex criminale di Las Vegas che si è reinserito in modo onesto nella società svolgendo il lavoro di tassista, al quale negli ultimi due anni la vita non ha sorriso. Un giorno Bruno incontra Alex Fredman, un'astrofisica discreditata dalla comunità scientifica; successivamente, durante una corsa, si ritrova dentro il taxi due adolescenti in fuga, Sara e Seth, fratello e sorella. I due ragazzi, apparentemente molto preoccupati, chiedono a Bruno di condurli in una località sconosciuta alle mappe geografiche.
I tre giungono quindi ad un'abitazione a prima vista abbandonata nel mezzo del deserto del Mojave, dove Seth e Sara entrano senza alcun timore. Nel momento in cui Bruno decide di seguirli, l'uomo scopre la loro vera natura: i due fratelli sono in realtà due extra-terrestri schiantatisi con la loro astronave sulla Terra e che hanno assunto sembianze umanoidi per non essere notati. Alla ricerca della verità su Sara e Seth non ci sono però degli scienziati, ma il potente e malvagio magnate Henry Burke, che, in collaborazione con l'esercito, li vuole prelevare per studiarne le capacità, come ha già fatto con la loro nave spaziale.
Dopo essere ritornati a Las Vegas, Bruno e i due fratelli fanno visita alla dottoressa Fredman, convinti che la donna li possa aiutare. Seth e Sara spiegano che il loro pianeta, posto a 3.000 anni luce dalla Terra, sta morendo a causa del poco ossigeno presente nella loro atmosfera e i ragazzi si sono prefissi l'obiettivo di realizzare un esperimento in grado di consentirne l'auto-ossigenazione. Sfortunatamente, il loro governo ha respinto tale progetto, optando per una diretta invasione dell'umanità, per poter sfruttare le risorse della Terra utili alla loro sopravvivenza.
Preso in prestito il camper di un amico di Alex, i protagonisti raggiungono Witch Mountain, dove cadono in un'imboscata degli uomini di Burke; i fratelli vengono quindi sedati e condotti in un laboratorio governativo sotterraneo.
I protagonisti riescono comunque a fuggire con l'astronave e, al momento dei saluti, Seth dona a Bruno un dispositivo di localizzazione con cui potergli comunicare la sua posizione, mentre Sara lo abbraccia e gli dice di essere un uomo buono. Detto questo, i due fratelli entrano nella loro nave, salutando Bruno e Alex, e scappano verso il loro pianeta.

## Produzione
La Walt Disney Pictures assunse Andy Fickman come regista e Matt Lopez per scrivere la sceneggiatura nel luglio 2007.
Nel successivo mese di agosto fu scritturato il wrestler Dwayne Johnson come principale interprete, programmando inoltre di iniziare le riprese a marzo 2008.
Parlando della sua opinione, Fickman ha dichiarato che il film sarà un reimagining del classico cinematografico, ma che sarà anche un nuovo capitolo aperto al mondo della Montagna Incantata. Anticipando la trama, sempre il regista ha annunciato che verranno aggiunte atmosfere più dark e che saranno tolti alcuni elementi caratteristici del primo film.
Nel marzo 2008, Mark Bomback ha rimaneggiato la sceneggiatura stesa da Lopez, dando così inizio alle riprese.
Durante una conferenza tenutasi a Pomona (California), i produttori hanno informato di aver creato il design della Montagna Incantata, dopo aver visitato e preso materiale multimediale dal Monte Cheyenne (noto per alcuni incidenti entranti nell'ambito del complottismo).
Per approfondire i temi fantascientifici trattati nella pellicola, sono stati richiesti pareri e consulti ad esperti di ufologia, agenti della CIA e varie personalità dell'esercito.
Nel film è stato anche inserito un nuovo personaggio, un extraterrestre di nome "Siphon"; il suo aspetto è stato sviluppato e curato prendendo in visione le prime bozze riguardanti i più famosi alieni del cinema, ovvero gli Xenomorfi e i Predator.

## Accoglienza

### Critica
Sul sito Rotten Tomatoes il film ottiene il 42% delle recensioni professionali positive con un voto medio di 5,1 su 10 basato su 151 critiche, mentre su Metacritic ottiene un punteggio di 52 su 100 basato su 28 recensioni.

### Incassi
In totale il film ha incassato 106,3 milioni di dollari, di cui 67,1 milioni negli Stati Uniti.

## Riconoscimenti
- 2009 - Kids Pick Flicks Awards
  - Miglior giovane attrice a Anna Sophia Robb

## Serie di film
- Incredibile viaggio verso l'ignoto (Escape to Witch Mountain) - il film originale del 1975
- Ritorno dall'ignoto (Return from Witch Mountain) - sequel del 1978
- Beyond Witch Mountain - film del 1982
- La montagna della strega (Escape to Witch Mountain) - remake televisivo del 1995